# Radek Chlup
Radek Chlup (* 17. října 1972, Znojmo) je český religionista, publicista a překladatel.
Od roku 2001 působí na Ústavu filosofie a religionistiky Filozofické fakulty Univerzity Karlovy.
Odborně se zabývá zejména současnými politickými mýty, současnými rituály, mýty a rituály v řeckém náboženství, antropologií náboženství a antickým platonismem a novoplatonismem.
Překládá rovněž z klasické řečtiny (např. Corpus Hermeticum či některá díla Plútarchova).